# Gabriel Bernhard von Widder

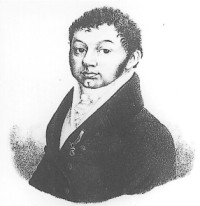
Regierungspräsident Gabriel Bernhard von Widder, zeitgenössischer Stich.

Gabriel Bernhard von Widder, zuweilen auch Gabriel Bernard von Widder (* 20. Oktober 1774 in Mannheim, Kurpfalz; † 21. Februar 1831 in München), war der Sohn des namhaften Pfälzer Historikers und Topographen Johann Goswin Widder und ein hoher bayerischer Verwaltungsbeamter; er war unter anderem von 1819 bis 1831 Regierungspräsident von Oberbayern in München.

## Leben
Gabriel Bernhard Widder wurde als einer der drei Söhne des pfalzbayerischen Beamten und Heimatkundlers Johann Goswin Widder und dessen Ehefrau Maria Katharina Cetti in Mannheim geboren. Bis 1780 wohnte die Familie in der Pfalz und übersiedelte dann aus beruflichen Gründen des Vaters nach München. Hier wurde der junge Geistliche und spätere Münchner Weihbischof Franz Ignaz von Streber sein Privatlehrer und Erzieher; er war auch der Privatsekretär des Vaters. Gabriel Bernhard Widder besuchte bis 1790 das (heutige) Wilhelmsgymnasium in München, danach die Universität Heidelberg, wo er sich den Rechts- und Kameralwissenschaften widmete, die er an der Universität Ingolstadt vollendete.

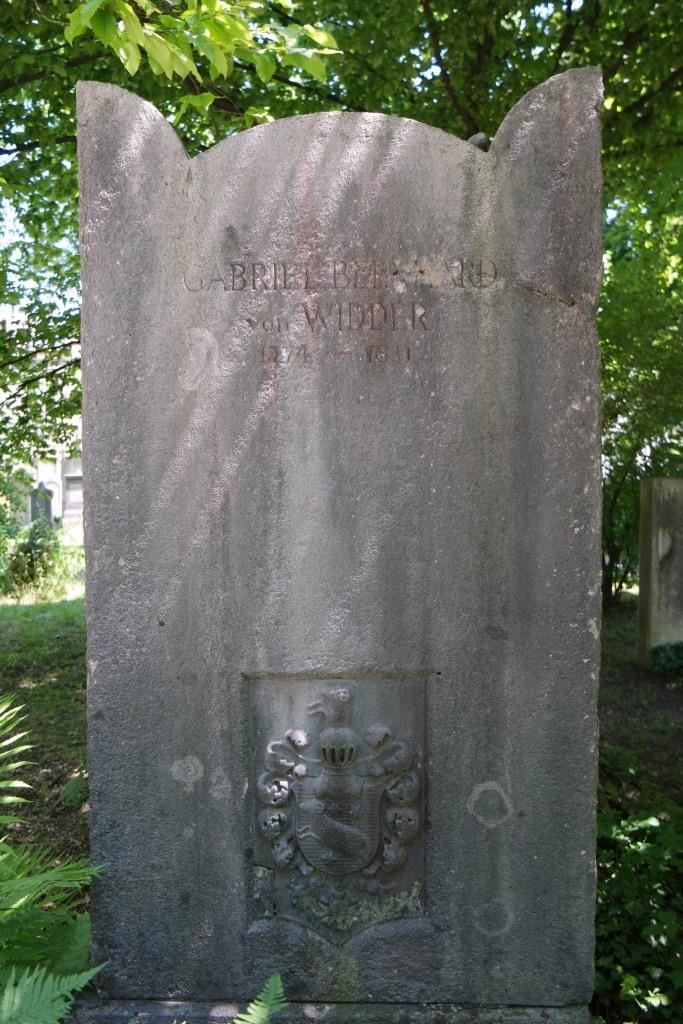
Grab Gabriel von Widders auf dem Alten Südlichen Friedhof in München

Der Vater war inzwischen in die Kurpfalz zurückgekehrt. Der Sohn, Gabriel Bernhard Widder, wandte sich der Haupt- und Residenzstadt München zu, wo er den juristischen Staatsberuf einschlug. Man erkannte rasch die Fähigkeiten des jungen Mannes. Widder wurde 1797 der letzte Pflegskommissar des Landgerichts Schwaben (heute Markt Schwaben), östlich von München, und von 1800 bis 1803 hier Landrichter. In dieser Zeit wohnte er im Schloss Schwaben. Das vererbte Amt erhielt er in Nachfolge seines Schwiegervaters Johann Nepomuk Bonin. Als bekannt wurde, dass man das Gericht nach Ebersberg verlegen wolle, ließ Widder sich nach München versetzen. Widder setzte sich sehr im Armenwesen und für die Bildung der Jugend ein. Er vermehrte die Schulstellen und verbesserte die Schuleinrichtungen. Dafür wurde er im Regierungsblatt 1803 (Seite 260) öffentlich belobigt. Ebenso eifrig bekümmerte er sich um das Armenwesen, wobei die kurfürstliche Regierung von Widders vorbildlicher Tätigkeit erfuhr und Teile seiner Maßnahmen mit Anweisung vom 23. November 1804 als Norm für alle bayerischen Landgerichte verordnete.
Im August 1803 hatte man Widder zum General-Landesdirektions-Rat in München befördert, 1804 entsandte man ihn als Dirigierenden Rat an die Landesdirektion zu Bamberg. Hier avancierte der Beamte 1805 zum Regierungs-Direktor und wechselte
1806 zur Regierung des inzwischen bayerischen Tirol in Innsbruck. Am 19. Mai 1808 verlieh Maximilian I. Joseph Widder für seine Leistungen auf diesem schwierigen Posten das Ritterkreuz des Verdienstordens der Bayerischen Krone, verbunden mit dem persönlichen Adel.
Noch im gleichen Jahr berief ihn die Staatsregierung in die Finanzverwaltung nach München. Dort erarbeitete er wichtige Gutachten und Bestimmungen zu den Kriegsfinanzen und zur Bildung des bayerischen Gendarmeriekorps. 1817 kam Gabriel Bernhard Widder als stellvertretender Regierungspräsident nach Regensburg, am 30. Oktober des Jahres übernahm er die gleiche Stelle bei der Regierung von Oberbayern in München. Mit Datum vom 1. Dezember 1819 ernannte ihn König Max I. Joseph zum Regierungspräsidenten und Chef der Zivilverwaltung von Oberbayern, 1822 wurde er Staatsrat. Schon am 16. Oktober 1820 hatte man ihm das Kommandeurkreuz des Verdienstordens der Bayerischen Krone verliehen. König Ludwig I.  schätzte Widder sehr, berief ihn 1825, gleich nach seiner Thronbesteigung, zum Reichsrat der Krone Bayerns und zeichnete ihn mit dem seltenen Großkreuz des Verdienstordens der Bayerischen Krone aus. Im selben Jahr kaufte Widder im Ort Schwaben ein Anwesen mit viel Grund und Boden dazu. Im Jahr darauf erwarb er das Ritterlehen Fatschenbrunn. Im Bayerischen Regierungsblatt 1826, Blatt 63, wurde Ritter von Widder erneut vom König öffentlich belobigt und anerkannt.
57-jährig erlitt der recht beleibte Regierungspräsident am 19. Februar 1831 einen Schlaganfall, an dem er drei Tage später starb.

## Familie und Nachkommen
Gabriel Bernhard von Widder war verheiratet mit Anna Maria, geborene von Bonin. Ihr Sohn Anton von Widder (1809–1893) amtierte von 1854 bis 1870 als Zweiter (rechtskundiger) Bürgermeister der Stadt München. Beim Deutschen Katholikentag in München 1861 gehörte Anton von Widder zu den Ehrenmitgliedern der Versammlung.